# Фамбах
Фамбах (њем. Fambach) општина је у њемачкој савезној држави Тирингија. Једно је од 65 општинских средишта округа Шмалкалден-Мајнинген. Према процјени из 2010. у општини је живјело 2.279 становника. Посједује регионалну шифру (AGS) 16066022.

## Географски и демографски подаци
Фамбах се налази у савезној држави Тирингија у округу Шмалкалден-Мајнинген. Општина се налази на надморској висини од 270 метара. Површина општине износи 18,4 km². У самом мјесту је, према процјени из 2010. године, живјело 2.279 становника. Просјечна густина становништва износи 124 становника/km².